# Mount Tabor (Vermont)
Mount Tabor es un pueblo ubicado en el condado de Rutland en el estado estadounidense de Vermont. En el año 2010 tenía una población de 255 habitantes y una densidad poblacional de 2.25 personas por km².

## Geografía
Mount Tabor se encuentra ubicado en las coordenadas 43°19′45″N 72°57′36″O / 43.32917, -72.96000.

## Demografía
Según la Oficina del Censo en 2000 los ingresos medios por hogar en la localidad eran de $32,250 y los ingresos medios por familia eran $46,042. Los hombres tenían unos ingresos medios de $35,208 frente a los $20,938 para las mujeres. La renta per cápita para la localidad era de $17,785. Alrededor del 10.6% de la población estaban por debajo del umbral de pobreza.